# Evinayong (Distrito)
Evinayong (auch: Ebinayon, Ebinoyon) ist ein Ort und ein Verwaltungsbezirk in Äquatorialguinea. Im Jahr 2008 hatte der Ort eine Bevölkerung von 8462 Personen.

## Lage
Die Stadt befindet sich in der Provinz Centro Sur auf dem Festlandteil des Staates (Mbini, Rio Muni).
Evinayong ist der Hauptort der Provinz Centro Sur. Die Kirche Catedral de San José ist Bischofssitz der katholischen Diözese Evinayong.
Die Stadt ist bekannt für die Märkte und verfügt über ein Gefängnis. In der Nähe liegen sehenswerte Wasserfälle.

## Persönlichkeiten
- Juan Simeón Esono (* 1983 oder 1982), Fußballspieler
- Benjamín Enzema (* 1989), Leichtathlet
- Leandro Mbomio Nsue, Künstler, Bildhauer und ehemaliger Leiter des Education Ministry.

## Klima
In der Stadt, die sich nah am Äquator befindet, herrscht tropisches Klima.